# Abbazia di San Pietro in Campo
L'abbazia di San Pietro in Campo, oggi chiesa dell'Ascensione di Gesù, è un edificio sacro che si trova nella località omonima a Pienza, in provincia di Siena, diocesi di Montepulciano-Chiusi-Pienza.

## Storia e descrizione
Le prime memorie risalgono al 1031. Dai Benedettini passò ai Camaldolesi nel 1147.
Attualmente dell'antico complesso, molto rimaneggiato, rimangono alcuni resti.
L'ingresso dell'abbazia, che dal prospetto appare di tipo basilicale, è stato chiuso e ne è stato aperto un altro lateralmente.
L'interno ha subito notevoli trasformazioni: sono stati tamponati in particolare due dei tre arconi di sostegno della struttura per ricavare locali adibiti ad altri usi.
Attualmente, oltre alla facciata, della struttura originaria rimane l'abside semicircolare con archetti pensili spartiti da semicolonne del XII secolo, alcune formelle decorate e la porta del Morto posta lateralmente e oggi tamponata.